# 卡米亞尼齊亞 (烏日霍羅德區)

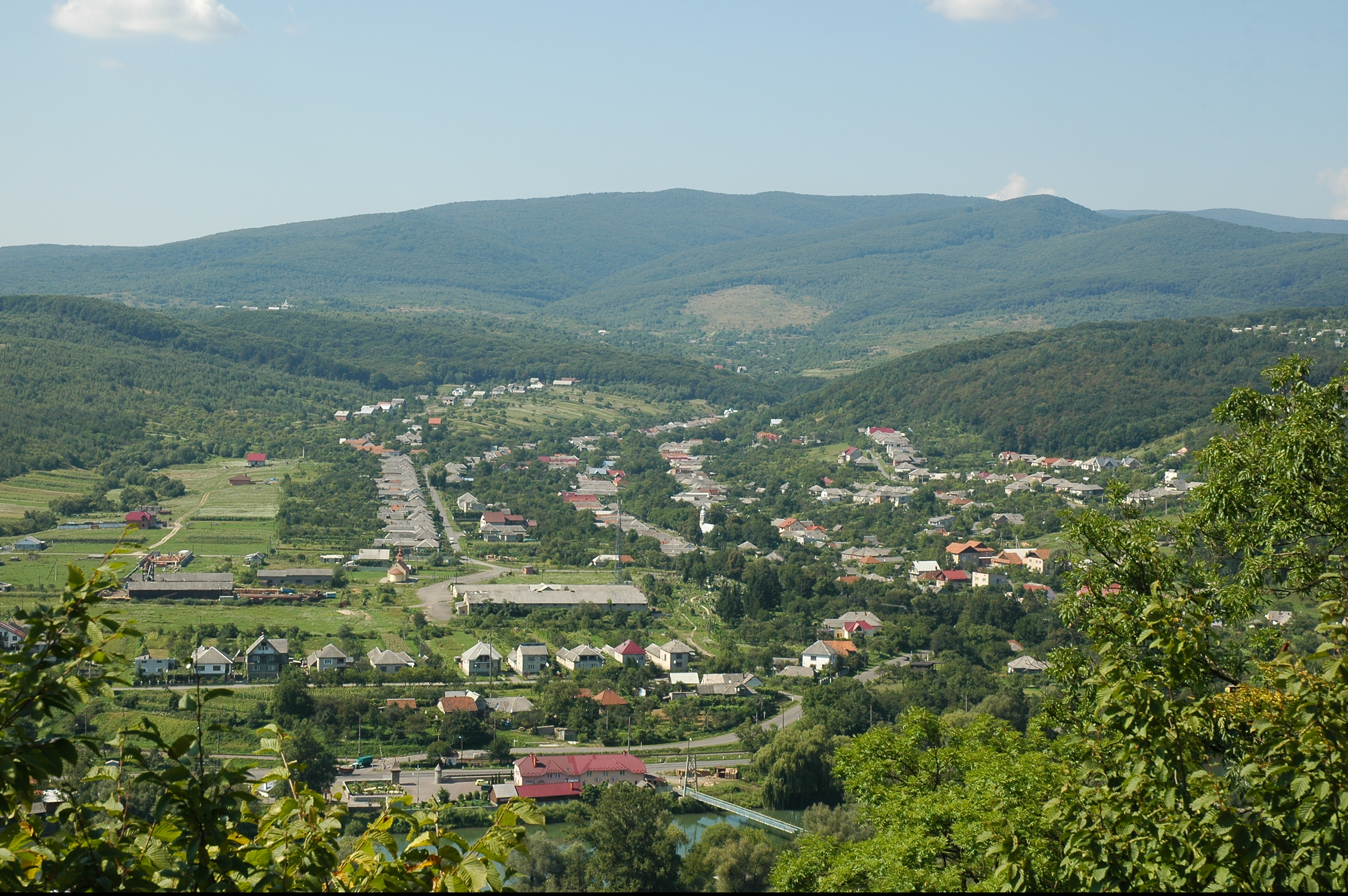

卡米亞尼齊亞（烏克蘭語：Кам'яниця），是烏克蘭的村落，位於該國西部外喀爾巴阡州，由烏日霍羅德區負責管轄，處於烏日河畔，始建於1350年，面積0.12平方公里，2001年人口1,886。
48°41′36″N 22°24′22″E / 48.69333°N 22.40611°E